# Jairo Arreola
Jairo Randolfo Arreola Silva (né le 20 septembre 1985 à Villa Nueva au Guatemala) est un footballeur international guatémaltèque, qui joue au poste d'attaquant.

## Biographie

### Carrière en sélection
Avec l'équipe du Guatemala, il joue 20 matchs (pour aucun but inscrit) depuis 2007. 
Il figure notamment dans le groupe des sélectionnés lors des Gold Cup de 2007 et de 2011.

## Palmarès
Comunicaciones
- Championnat du Guatemala (7) :
  - Champion : 2008 (Ouverture), 2010 (Ouverture), 2011 (Clôture), 2012 (Ouverture), 2013 (Clôture), 2013 (Ouverture) et 2014 (Clôture).